# Funcionários (Goiânia)
Funcionários é um bairro da região central de Goiânia, capital do estado de Goiás, Brasil.
Sua criação na década de 60 é marcado pela expansão de Goiânia, que originou bairros mais distantes e a infraestrutura e desenvolvimento que chegava à Goiânia. 
No bairro está localizado o Teatro Inacabado, patrimônio municipal de Goiânia.
Segundo dados da Prefeitura de Goiânia, o bairro Funcionários faz parte do 20º subdistrito de Goiânia, chamado de Campinas. O subdistrito abrange, além dos dois bairros, o Centro Oeste e a Vila Abajá.
Segundo dados do Instituto Brasileiro de Geografia e Estatística (IBGE), divulgados pela prefeitura, no Censo 2010 a população do Funcionários era de 5 360 pessoas.